# Paul Rand
Paul Rand (Peretz Rosenbaum, Brooklyn, 15 de agosto de 1914 - Norwalk, 26 de novembro de 1996) foi um designer gráfico dos EUA.
Conhecido pelas marcas de empresas que foram criadas, por alterar a maneira como grandes corporações usavam a identidade visual e pelo seu livro "Thoughts on Design", publicado em 1947, considerado uma bíblia do Design Gráfico moderno. Rand foi educado no Pratt Institute em 1929–1932 e no Art Students League of New York em 1933–1934. De 1956-1969, e novamente a partir de 1974, Paul teve aulas de Design na Universidade Yale em New Haven, Connecticut. Paul entrou para o hall da fama do Art Directors Club of New York em 1972. Ele é o responsável pelo design de muitos cartazes e identidades corporativas, incluindo o logotipo da IBM, UPS e ABC.
Inspirando-se em artistas modernistas como Paul Klee e Wassily Kandinsky, e em Cubistas, Dadaístas e Suprematistas, Paul Rand criou um novo padrão para as capas de revistas, rompendo com os tradicionais designers.
Rand morreu de cancro em 1996, e está enterrado no cemitério Beth El em Norwalk, Connecticut.